# Лејк Вакамау (Северна Каролина)
Лејк Вакамау (енгл. Lake Waccamaw) град је у америчкој савезној држави Северна Каролина.

## Демографија
По попису из 2010. године број становника је 1.480, што је 69 (4,9%) становника више него 2000. године.
| Група             | 2000.         | 2010.         |
| Белци             | 1.138 (80,7%) | 1.192 (80,5%) |
| Афроамериканци    | 224 (15,9%)   | 198 (13,4%)   |
| Азијати           | 1 (0,1%)      | 2 (0,1%)      |
| Хиспаноамериканци | 9 (0,6%)      | 18 (1,2%)     |
| Укупно            | 1.411         | 1.480         |